# 녹스 환초
녹스 환초(Knox Atoll)는 태평양에 위치한 마셜 제도의 환초로, 라타크 열도에 속하며 18개 섬으로 구성된 환초이다. 밀리 환초 남동쪽에 위치하며 육지 면적은 0.98km2, 석호 면적은 3.42km2이다.